# Петър Жотев
Петър Жотев е български икономист и политик.

## Биография
Роден е през 1950 г. в София.
Дипломира се в Университета за национално и световно стопанство. Той е заместник министър-председател и министър на икономиката в правителството на Иван Костов от 1999 до 2001 г. Депутат в XXXIX народно събрание. Известен е със страстта си към шаха.